# 即興
即興（そっきょう、英: Improvisation）は、型にとらわれず自由に思うままに作り上げる、作り上げていく動きや演奏、またその手法のこと。インプロヴィゼーション／インプロヴァイゼーション、アドリブともいう。ただしインプロヴァイゼーションとアドリブを厳密に区別する者もいる。一般には、音楽・ダンス・演劇の世界において使用される語。
形式による制約よりも、演奏時・演舞時の知覚を優先とする。音楽・ダンスなどにおける創造の源流でもあり、作品制作時においても深く関係する。即興は芸術の埒外にも存在する。エンジニアリングにおける即興とは、道具や材料の問題をすぐに解決することである。 即興武器は、ゲリラや反政府勢力が使用する。

## 演劇/舞台芸術
- 即興劇 も参照。

ヴィオラ・スポリンは即興の演技を訓練する方法として、演劇ゲームを作成した。
即興は、多くの俳優にとって、一般的なツールである。それは劇と、高校や大学の演劇のクラスを繋ぎとめるものである。群を抜いて優れていると目される コンスタンチン・スタニスラフスキーの演劇理論によると、俳優があるシーンを即興で演じるには、彼（彼女）自身の直感を信じられなければならないという。スタニスラフスキーによれば、俳優は、演じるキャラクターの内なるまたは外なる刺激への反応を、彼（彼女）自身の直感によって決めなければならないという。即興を通じてこそ、演技・演じる動きについて、 mugging や indicating を使うかわりに、俳優は自身の直感を信じることを学ぶことが出来る（メソッド演技法 参照）。即興はまた、役への集中にも有用である。明らかに、何が起ころうとも許される環境では、難しく、緊張の多い状況であっても、俳優は一貫して集中力を保ちやすい。集中は、演劇を学ぶ授業（クラス）と共同研究（ワークショップ）を繋ぎとめるものである。集中は、俳優がシーンやアクションに集中しやすくする核心である。即興を維持し続けることに失敗した俳優は、blocking といわれる。

## 映画
映画監督 マイク・リー は、映画のキャラクターやストーリーラインを作るのに、何週間にも渡る長々とした即興を使う。彼は物事をどのように捉えるかのアイデアのスケッチをいくつか用意して映画を撮り始め、物語は作られていくが、役へ託した彼の意図は、俄かには明らかにされない。キャラクターが自身の宿命を知り、スクリーンには映し出されていない彼らの人生の別の重要な側面も含め、運命に対してどう振る舞っていくかが、次第に明らかにされていく。最後に、映画は、即興を撮っていたときの対話やアクションを描き出して終わる。

## ダンス
ヨーロッパの古典ダンスであるクラシック・バレエでは、全ての動きは計算されており即興の余地はほとんどなかった。即興を明示的に取り込むようになったのは、19世期末から始まったモダンダンスにおいてである。ロイ・フラーやマリー・ヴィグマン、en:Rudolf von Labanなどが代表的である。Contact Improvisation の形式が作られたのは1972年頃になり、今では世界中で練習されている。Contact Improvisation は、もともとは1970年代のスティーヴ・パクストンのen:movement studiesから生まれたもので、 ジャドソン・ダンス・シアター によって続けられた探求によって開発された。重量、パートナー、演技を分かち合う、ことに基づくもので、予期しない成果を生む。

## 日本の即興舞踊
能は元来はすべて即興で演じられるものであり、舞は囃子とともに創出されてきた経緯がある。世阿弥の時代には型は重視されていなかったといわれている。歌舞伎においても、流派によっては日本舞踊においても即興感覚は創造性ある舞台に必要とされる。近年では前衛舞踊家土方巽を中心としたいわゆる舞踏において、即興は重要な技法のひとつとされ、即興をスタイルとする代表的な舞踏家に大野一雄、笠井叡、伊藤ミカ、田中泯らがいる。
現代ではコンテンポラリーを含む独自の技法で踊る現代舞踊手たちによって即興舞踊の公演が増えている。その場合、楽曲を流して背景音とすることの多い舞踏と違って即興演奏家と共演することも多い。また背景曲なしの無音で即興に踊る舞踏家やダンサーもいる。

## コメディ
- en:Improvisational theatre#Improvisational comedy 参照。

即興はまた、世界中の劇場で演じられている。ドラマチックな意図で演じられることもあるが、多くの場合、コメディの要素として演じられる。最も有名なものは、シカゴのセカンド・シティ（The Second City）である。セカンド・シティには、Viola Spolin や Paul Sills、Del Close、Keith Johnstone のような、即席に演じる演じ方のメソッドを作ったパイオニア達がいた。彼らはしばしば、驚くべきキャラクターと態度で、おかしなシーンを大胆に即興で演じた。

## 科学技術/工学
エンジニアリングにおける即興とは、道具や材料に関する問題を即座に解決することである。そのような即興の例は、アポロ13号宇宙ミッションの間、手持ちの材料で二酸化炭素スクラバーを再設計したこと、あるいはスクリュードライバーの代わりにナイフを使用してスクリューを回すなどである。
緊急事態、禁輸措置、製品の陳腐化、製造業者のサポートの喪失、あるいは単により良い解決策のための適切な資金が不足しているなどの理由により、エンジニアリングの即興が必要になることがある。アフリカの一部地域で自動車を使用する人たちは、製造業者の認可を受けたスペア部品を入手することが不可能な場合に、即席の解決策を開発する。
MacGyverという人気テレビ番組は、日常の材料やスイス製アーミーナイフ、ダクトテープなどのジュリー・リギングのデバイスを操作することで、ほぼすべての問題を解決できるヒーローをギミックとして使った。

## テレビ
1990年代、「Whose Line Is It Anyway?」というテレビ番組は、 ショートフォーム（en:Improvisational theatre#Improvisational comedy）というコメディの即興形式を普及させた。オリジナルはイギリスのものだが、後にアメリカで Drew Carey をホストに迎えた番組でリバイバルし、人気が出た。最近では、HBO の「Curb Your Enthusiasm」（ジェリー・サインフェルド 主演、共同制作 Larry David）や Bravo シリーズの「Significant Others」などが、即興を使って、ドラマチックな味わいを強めながら、長時間番組を作りだしている。即興に基づくまた別の番組には i の「World Cup Comedy」がある。カナダには、オーストラリアのテレビ番組シリーズ Going Home を基にした Global Television のメロドラマ「Train 48」が、即興の形式を使い、プロットに書かれたアウトラインを元に、対話劇で俳優が即興を演じている。

## ロールプレイングゲーム
いくつかの ロールプレイングゲーム（テーブルトークRPG、コンピュータRPG）は、しばしばうわべだけの即興を含む。プレイヤーが演じるキャラクターは予め決められているが、他のプレイヤーやゲームの中で起こるイベントへの反応は、即興を含む。そのキャラクターの演技の深みに興味を示す人たちもいる。純粋に戦闘シーンや game mechanic を楽しむ人たちがいる一方で、それよりもキャラクターの情熱的で機知に富んだ当意即妙のやりとりに感情移入し、凝った筋書きを楽しむ人たちがいる。